# دينيس زكريا
دينيس ليمي زكريا لاكو لادو (بالفرنسية: Denis Zakaria) (مواليد 20 نوفمبر 1996) هو لاعب كرة قدم سويسري من أصول جنوب سودانية. يلعب مع نادي موناكو في الدوري الفرنسي ومنتخب سويسرا لكرة القدم في مركز الوسط الدفاعي. سبق له أن لعب في يورو 2016 مع منتخب بلاده.

## مسيرته الكروية
لعب دينيس زكريا خلال مسيرته الاحترافية مع 3 أندية في ستة مواسم وسجل خلالها 12 هدفًا ضمن 140 مباراة. ولم يفز بأي موسم بالكأس أو بالدوري.
خاض دينيس زكريا مسيرته مع نادي سيرفيت في موسم 2014–15 لمدة موسم واحد، مشاركًا في 6 مباريات سجل خلالها هدفين. ثم انتقل إلى نادي يانغ بويز في موسم 2015–16 ولمدة موسمين، حيث شارك في 50 مباراة سجل خلالها هدفين أيضًا. لينتقل بعدها إلى نادي بوروسيا مونشنغلادباخ في موسم 2017–18 واستمر معه طيلة ثلاثة مواسم، مشاركًا في 84 مباراة سجل خلالها 8 أهداف.

## روابط خارجية
- دينيس زكريا على موقع الاتحاد الدولي (مؤرشف)  (الإنجليزية)
- دينيس زكريا على موقع الاتحاد الأوربي (الإنجليزية)
- دينيس زكريا على موقع إي إس بي إن إف سي (الإنجليزية)
- دينيس زكريا على موقع قاعدة بيانات كرة القدم.إي يو (الإنجليزية)
- دينيس زكريا على موقع ليكيب (الفرنسية)
- دينيس زكريا على موقع ناشيونال فوتبول تيمز (الإنجليزية)
- دينيس زكريا على موقع Soccerbase.com (لاعب) (الإنجليزية)
- دينيس زكريا على موقع Soccerway.com (الإنجليزية)
- دينيس زكريا على موقع عالم كرة القدم.نت (الإنجليزية)
- دينيس زكريا على موقع كووورة